# Laubengang

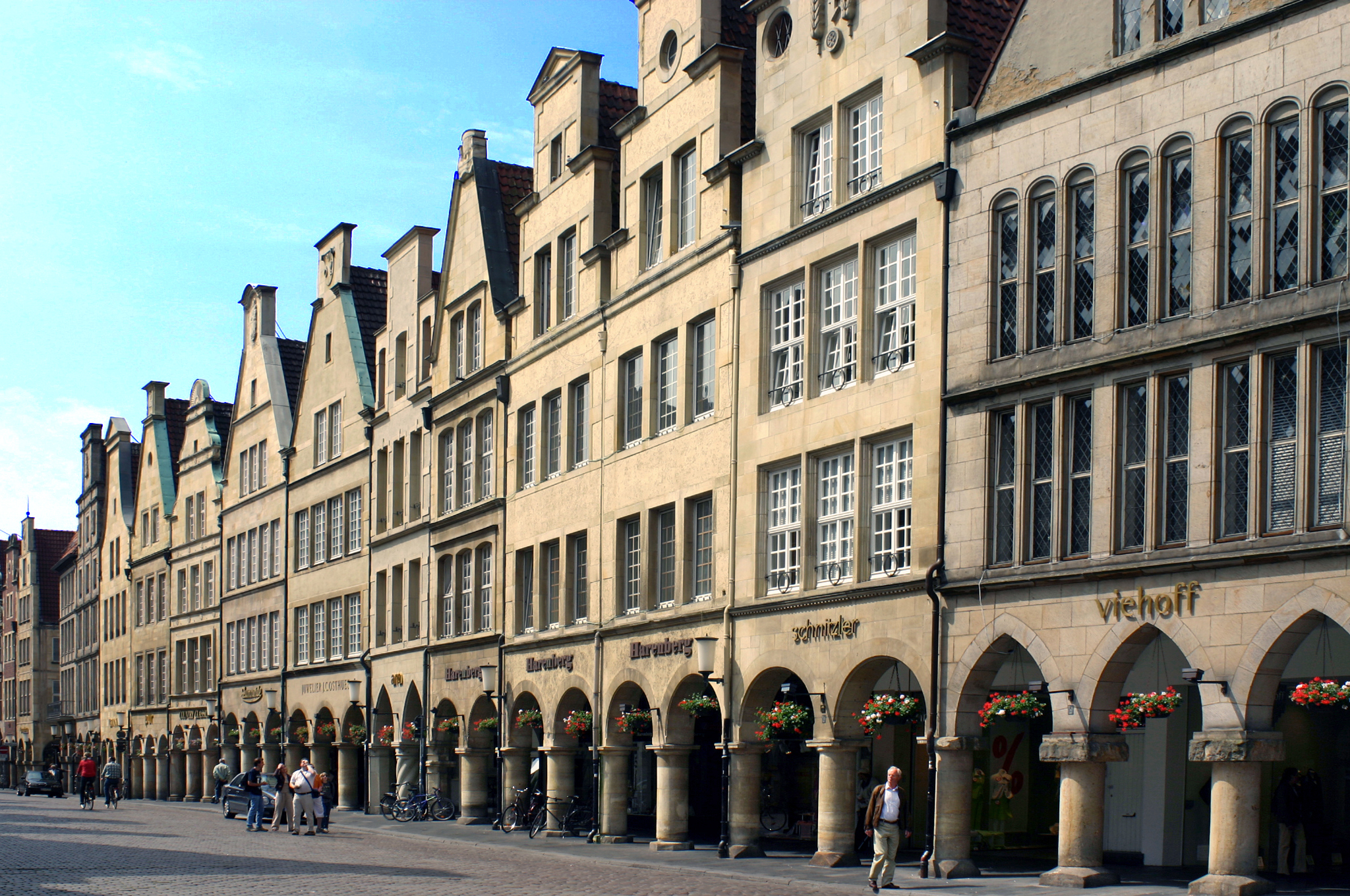
Prinzipalmarkt Münster

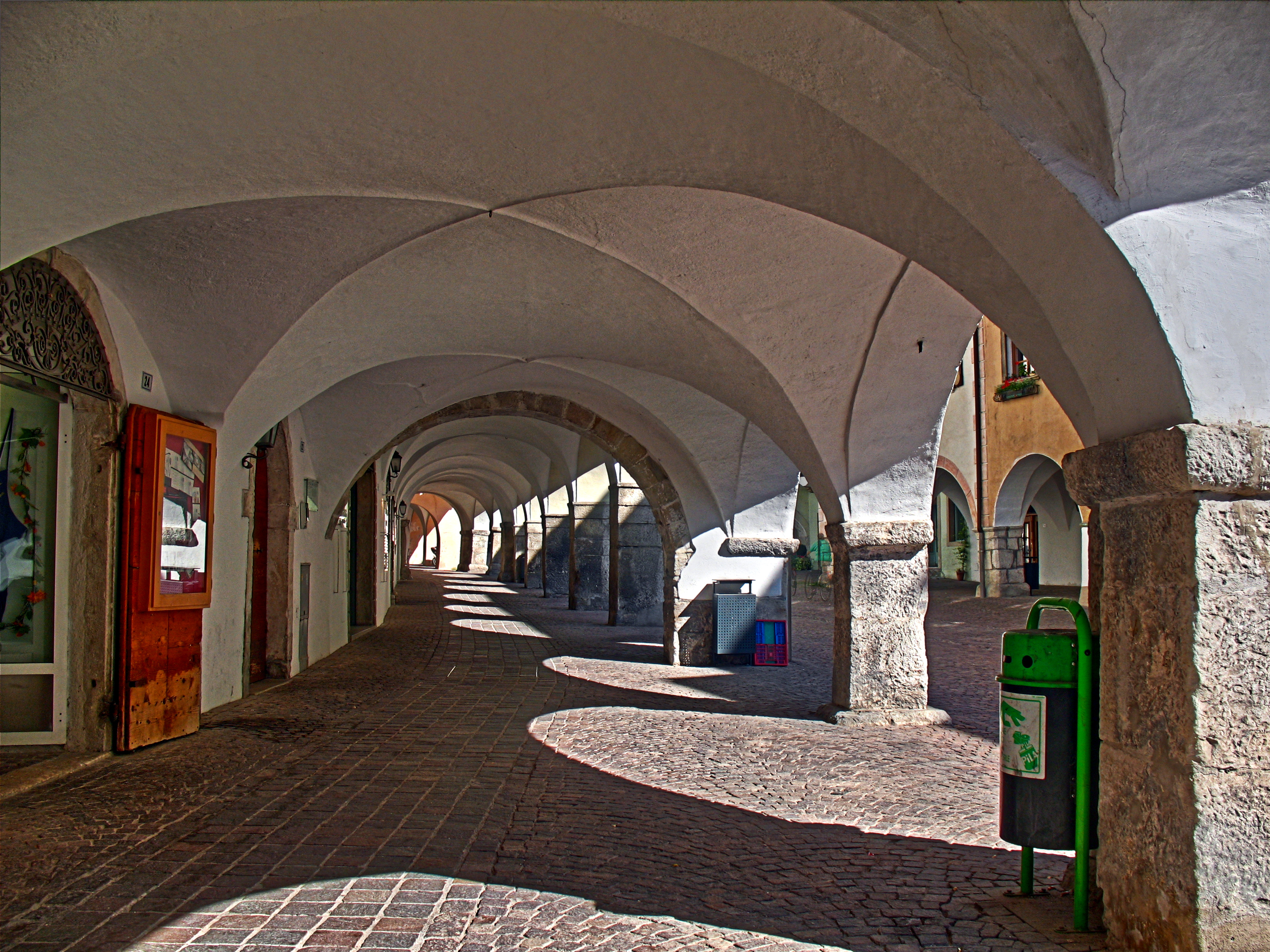
Bogengang in Neumarkt (Südtirol)

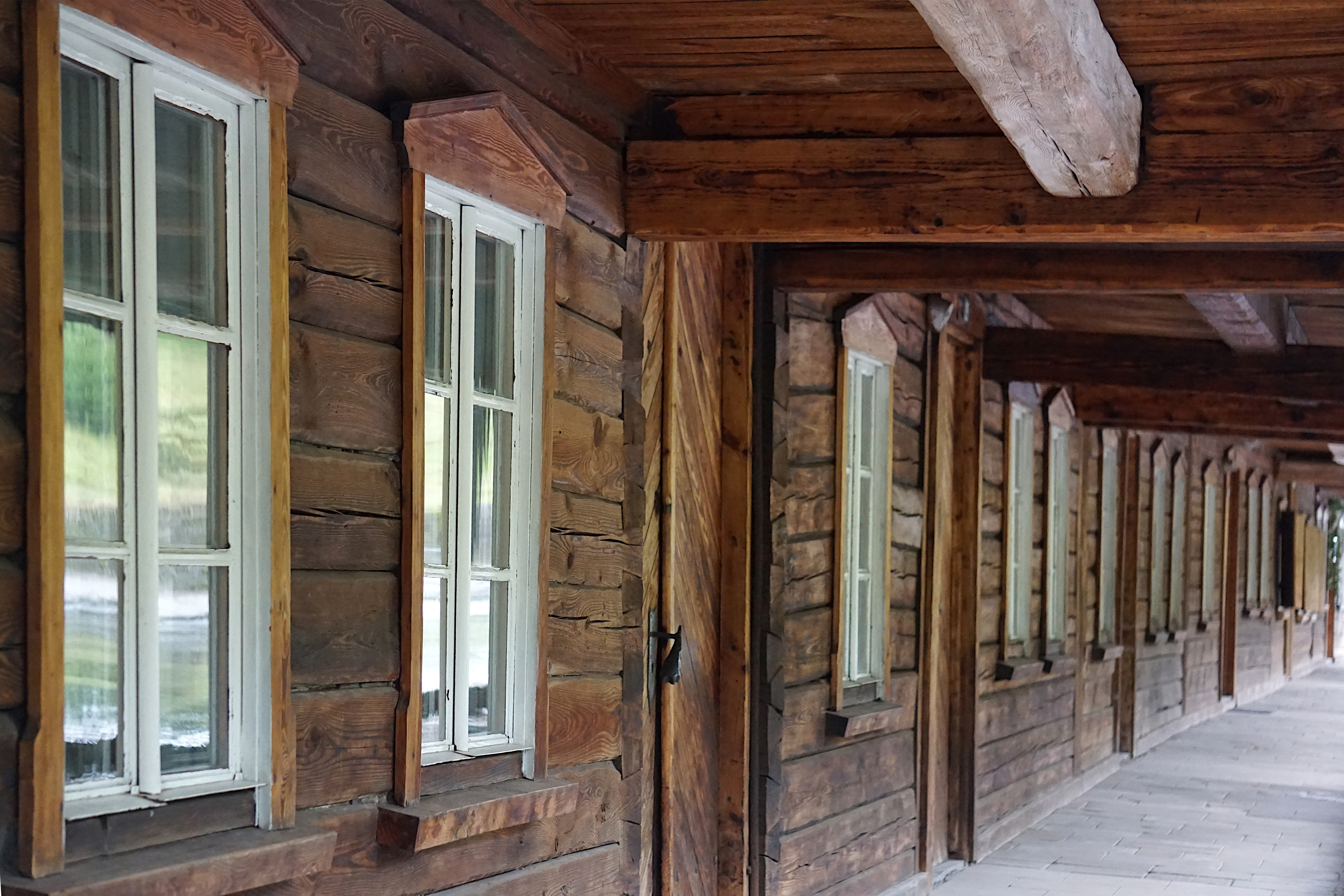
Laubengang an zwölf Weberhäusern in Schömberg (Chełmsko Śląskie), Niederschlesien

Der Begriff Laubengang beschreibt in der Architektur verschiedene Formen von Erschließungs- und Wandelgängen und wird auch in der Gartenarchitektur verwendet.
Laubengänge in der Architektur erstrecken sich meist entlang mehrerer Nutzungseinheiten und dienen vor allem der Erschließung. Ein formal ähnliches Bauteil ist die Loggia, die aber in aller Regel einer einzelnen Nutzungseinheit vorgelagert ist, zu den Seiten abgegrenzt ist und dem Aufenthalt dient.

## Wortherkunft
Der Begriff Laube leitet sich von einem Ort im Freien ab, der von belaubten Spalieren aus Holz oder Metall umgeben ist, die mit blättertragenden Pflanzen (beispielsweise Wilder Wein, Haselstrauch) bewachsen sind. Bei einer Laube handelt sich also oft um eine durch das Laub geschützte und schattenspendende Nische (bzw. Platz), die als ruhiger Sitzplatz oder als Platz für eine Sitzgruppe geeignet ist. Besonders geschätzt wird dieser Ort während der heißen Jahreszeit z. B. zur Einnahme der Mahlzeiten. Ein Laubengang ist ein Weg mit vergleichbaren Merkmalen.
In diesem Sinne wird der Begriff nicht mehr sehr oft, aber doch noch gelegentlich verwendet (Mehr dazu im Abschnitt Gartenarchitektur). So gibt es beispielsweise im Jüdischen Museum Berlin einen derartigen Laubengang.

## Bogengang im Erdgeschoss
→ Siehe auch: Bogengang (Architektur)
Traditionell bezeichnet der Begriff Laubengang einen offenen Bogengang an Gebäuden. Auch der Begriff Arkade wird synonym gebraucht. Er umfasst als städtebauliches Element oft das Erdgeschossniveau ganzer Straßenzüge oder Plätze, wodurch ein wettergeschützter öffentlicher Verkehrsraum geschaffen wird.

## Offene Erschließung der Obergeschosse

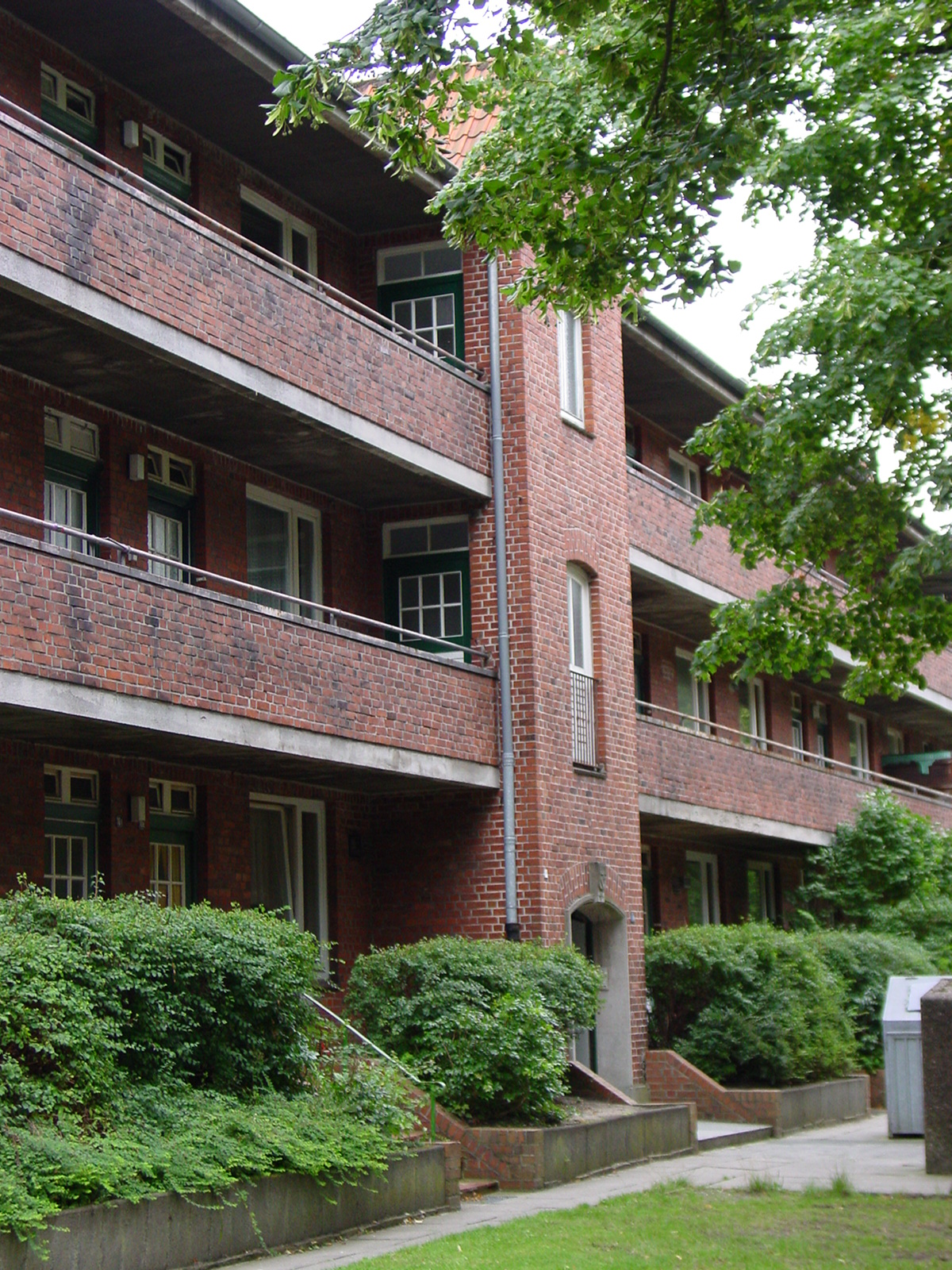
Laubenganghaus mit Treppenturm in Neumünster am Steinkamp, Kocksiedlung, 1952

Laubenganghaus, schematische Darstellung (schwarz: Treppenhäuser, grau: Laubengänge)

Bei Apartmenthäusern oder Wohngebäuden ist der Laubengang eine außen liegende Erschließung der oberhalb des Erdgeschosses liegenden Wohneinheiten. Mit einem allgemeineren Ausdruck wird dieses Bauteil auch als Galerie bezeichnet. Wie der Korridor ist der Laubengang ein horizontales Erschließungselement in Kombination mit einer vertikalen, oft ebenfalls äußeren Erschließung, zum Beispiel einem Treppenturm.
Meist sind Laubengänge an der Nordseite eines Gebäudes platziert, um eine Verschattung und Lärmbelästigung der Wohnräume an der sonnenbeschienenen Südseite zu vermeiden. Die schmale und nach beiden Seiten offene Bauweise ermöglicht eine gute Querlüftung der Wohnungen. Die meisten Laubengänge liegen an der Längsseite des Gebäudes, in der Regel die Traufseite. Einige Laubengänge werden dann am Giebel weitergeführt, oder sind in Sonderfällen am Giebel direkt platziert. Diese Varianten werden dann auch als Giebellauben bezeichnet.
Ein frühes Beispiel für diese Bauform sind die Laubenganghäuser des Architekten Paul A. R. Frank, zum Beispiel das Laubenganghaus Heidhörn in Hamburg 1926–27. In der Dulsberger Siedlung, bestehend aus sechs Laubenganghäusern (erbaut zwischen 1927 und 1931), stehen sich je zwei Laubengänge an ihrer Ost- und Westseite gegenüber. Dies und die gemeinsamen Grünanlagen mit zeitgenössischen Skulpturen dazwischen sollten das nachbarschaftliche Gemeinschaftsgefühl fördern.
Hannes Meyer und die Bauabteilung des Bauhauses errichteten 1929–30 in der Siedlung Törten in Dessau fünf Laubenganghäuser, drei in der Peterholzstraße und zwei in der Straße Mittelbreite. →Laubenganghäuser Dessau-Törten
Laubenganghäuser spielten auch eine Rolle im Bauen des Neuen Frankfurts. Im dritten Bauabschnitt der zwischen 1926 und 1929 errichteten Siedlung Praunheim wurden entlang der heutigen Ludwig-Landmann-Straße 235 Kleinstwohnungen als Laubenganghäuser gebaut. Weitere 32, geplant von dem Architekten Anton Brenner, entstanden an der Straße Am Ebelfeld. In der Siedlung Westhausen entstanden in den Jahren 1929/30 neun viergeschossige Laubenganghäuser, die von den Architekten Eugen Blanck und Ferdinand Kramer geplant worden waren.
In den 1950er Jahren wurde das Laubenganghaus als typische Bauform dieser Zeit zu einer häufig vorkommenden Konstruktion entwickelt. Hintergrund war die Minimierung der Erschließungsfläche um möglichst viele (oft kleine) Wohnungen an nur ein Treppenhaus anzubinden. Zusätzlich wurden noch dadurch Baukosten gespart, da der Laubengang als außenliegende Verkehrsfläche nicht mit Außenwänden umschlossen wurde.
Ein weiterer Vorteil dieser Form der Erschließung ist, dass mit dem offenen Gang Fenster zum ersten Rettungsweg (= Laubengang) möglich werden, da die Entrauchung dieses offenen Gangs gewährleistet ist.
Wenn der Laubengang Aufenthaltsqualitäten aufweist, wird er auch zu den Freisitzen gezählt.

### Oberlaube

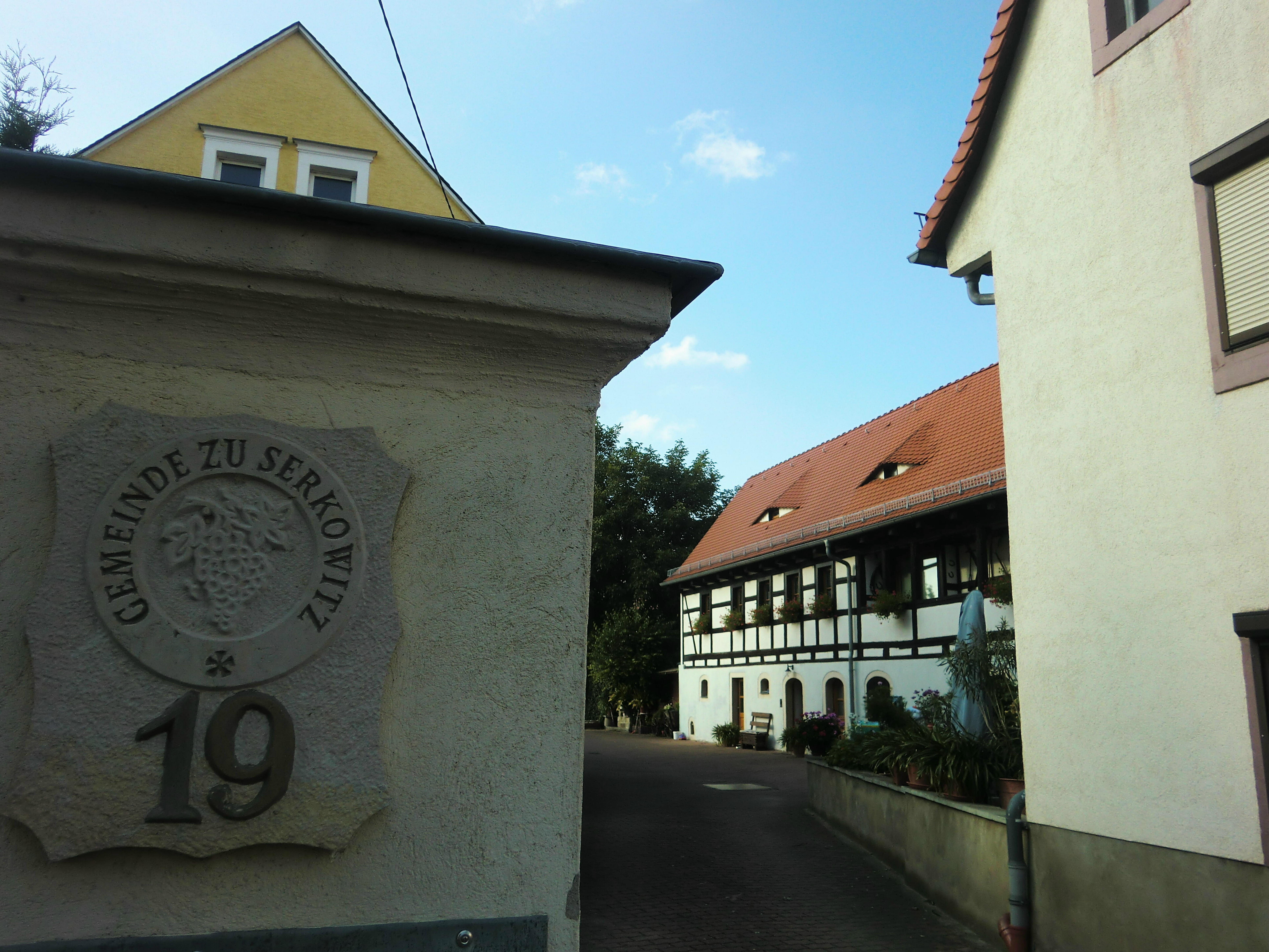
Oberlaube im Kirchner-Hof

Der im Inneren des Baukörpers eines Wohnstallhauses liegende, offene Laubengang zur Erschließung der einzelnen dahinterliegenden Gesindewohnräume wird wegen seiner Lage im Obergeschoss als Oberlaube bezeichnet. Durch die luftige, aber regengeschützte Lage wurde die Oberlaube auch zum Trocknen und zeitweisen Aufbewahren von z. B. Mais, Knoblauch, Tabak oder Trockenblumen verwendet.

### Pawlatsche
Die Pawlatsche ist ein spezieller Laubengang aus der regionalen böhmisch-österreichischen Bautradition, die in Teilen Österreichs vorkommen. Der Begriff Pawlatsche kommt aus der tschechischen Sprache und wurde in das österreichische Deutsch übernommen und beschreibt umlaufende Laubengänge, die das Gebäude über den Innenhof erschließen.

## Beispiele
- Laubenganghäuser in Berlin-Friedrichshain

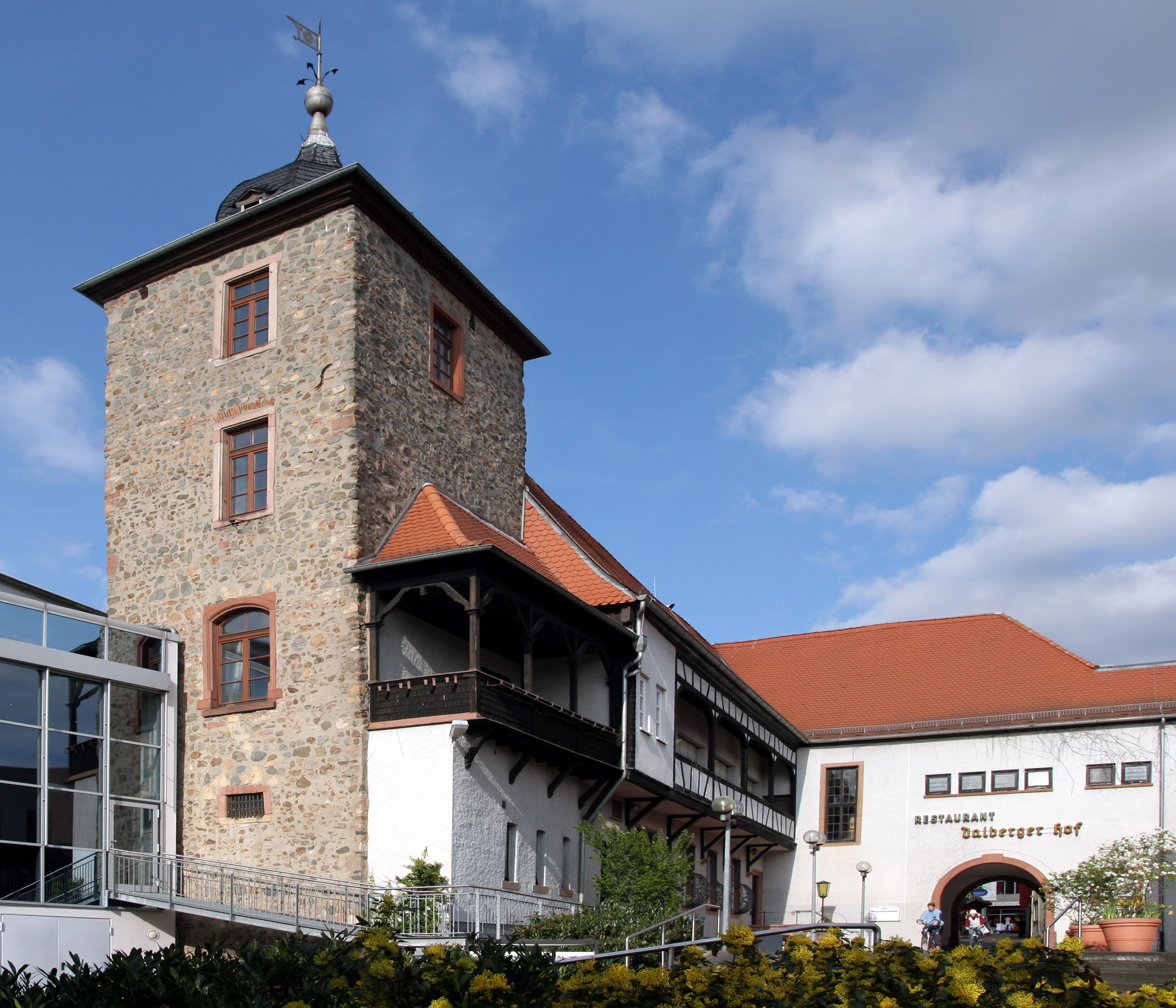
Laubengang am Dalberger Hof in Bensheim, 16. Jahrhundert
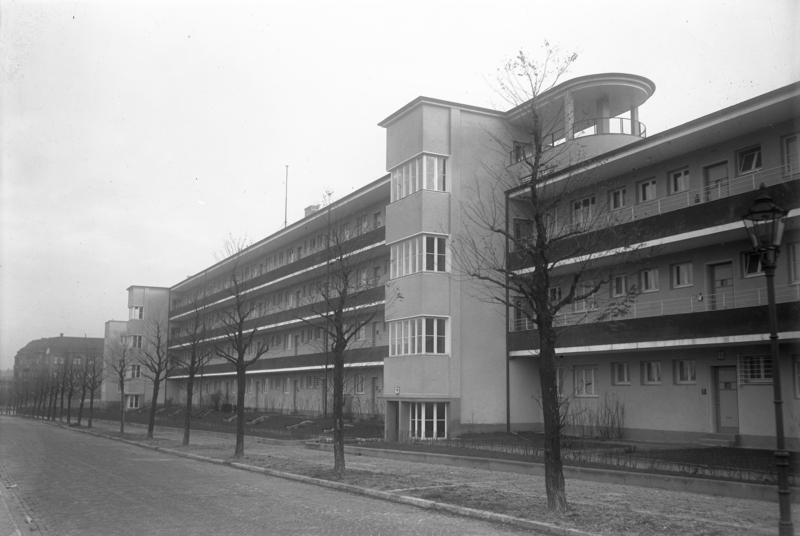
Laubenganghaus in Berlin-Steglitz, 1930
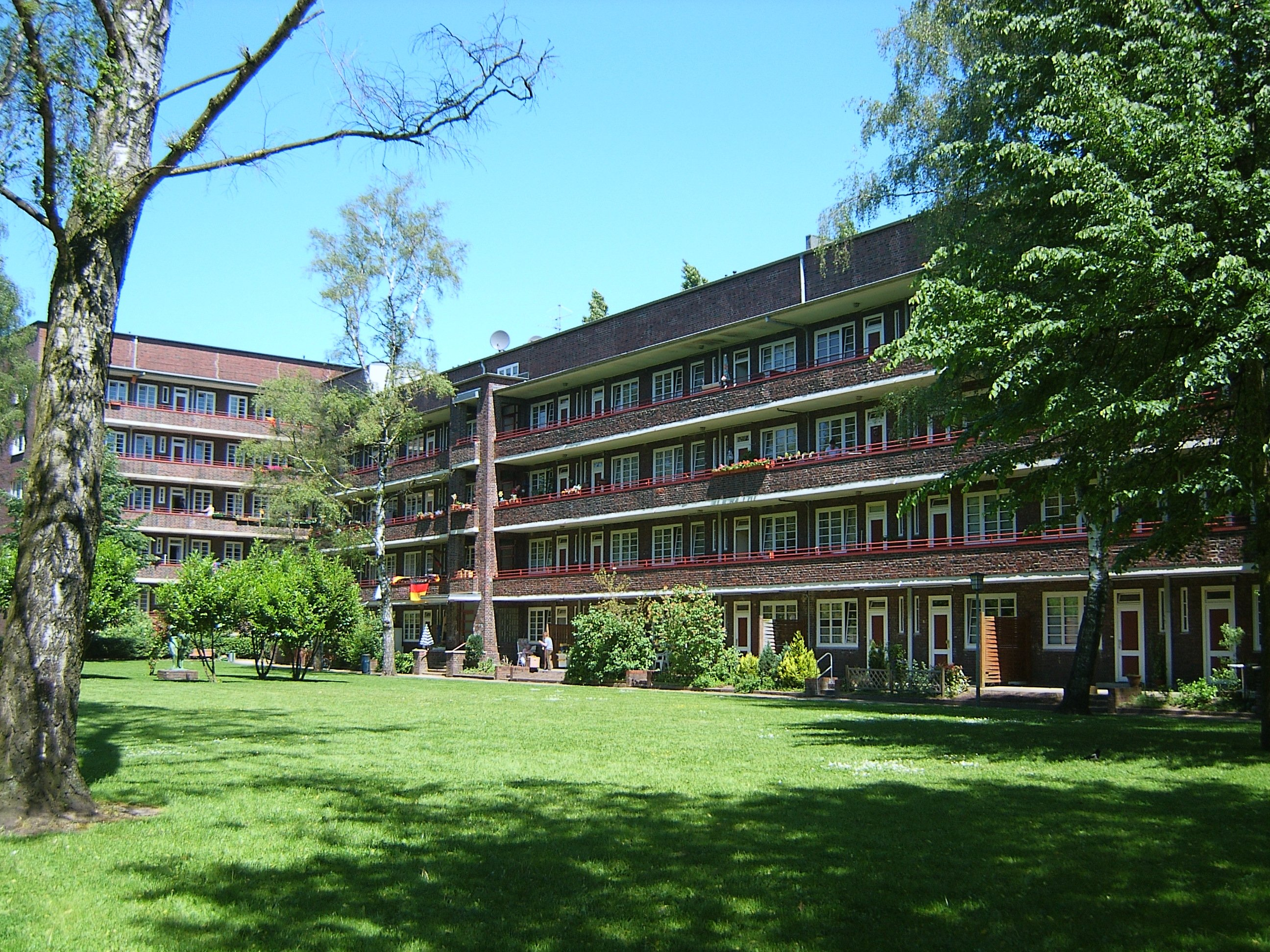
Laubenganghäuser Hamburg-Dulsberg 1927
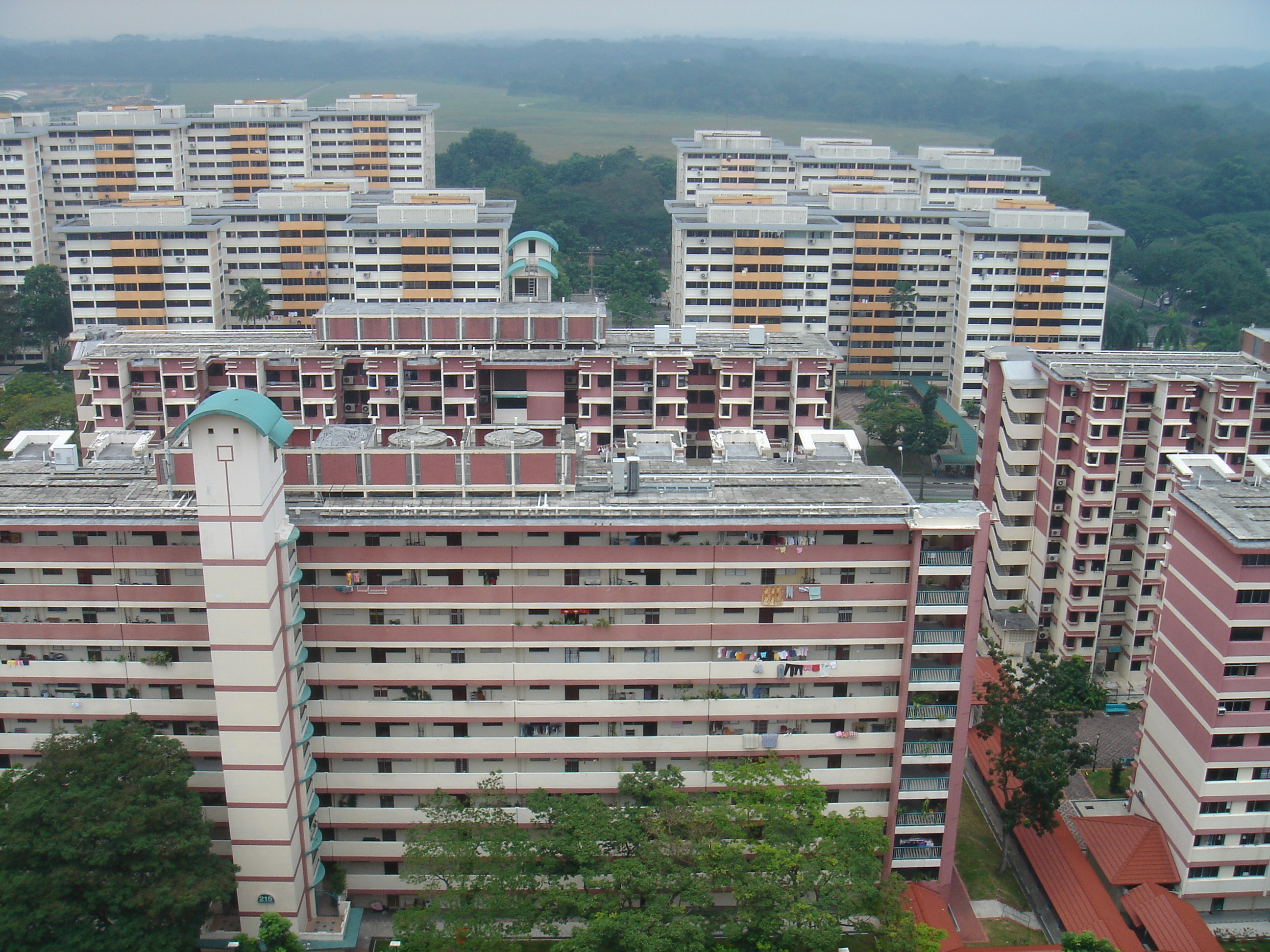
Moderner Geschosswohnungsbau (Singapur)
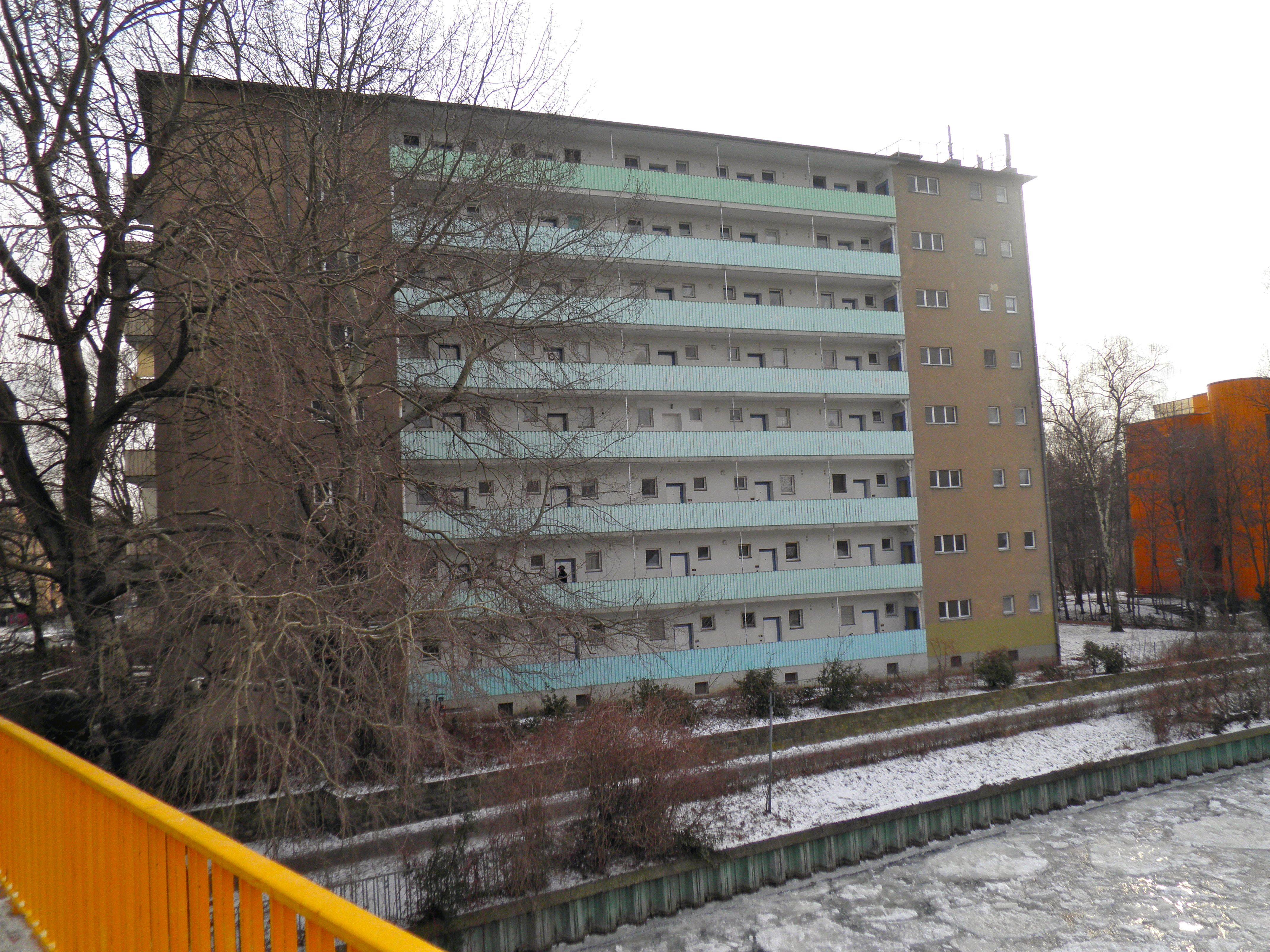
Siegmunds Hof, Laubenganghaus 1957, Berlin-Tiergarten
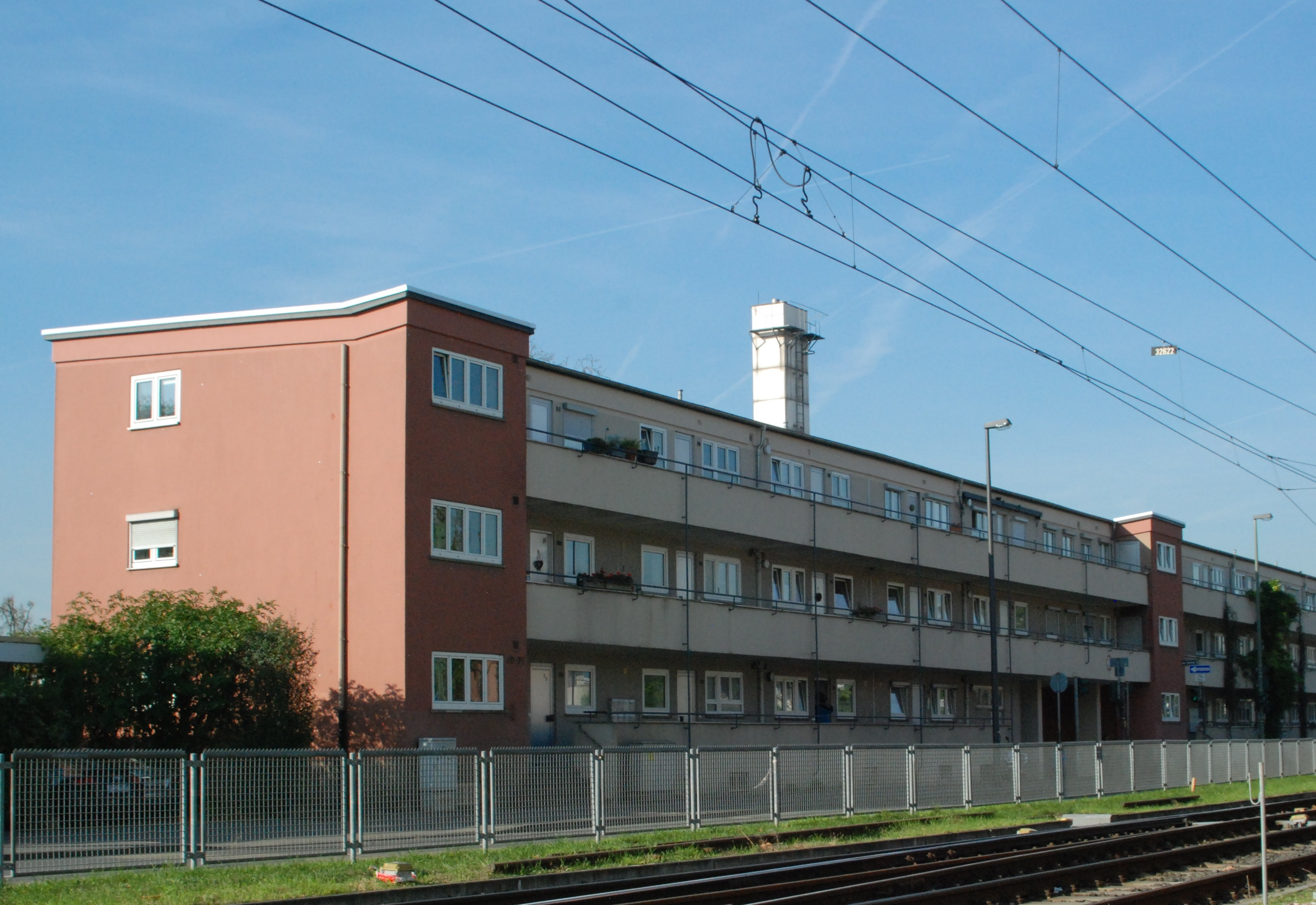
Laubenganghäuser von 1928/29 in der Siedlung Praunheim an der Ludwig-Landmann-Str. in Frankfurt am Main
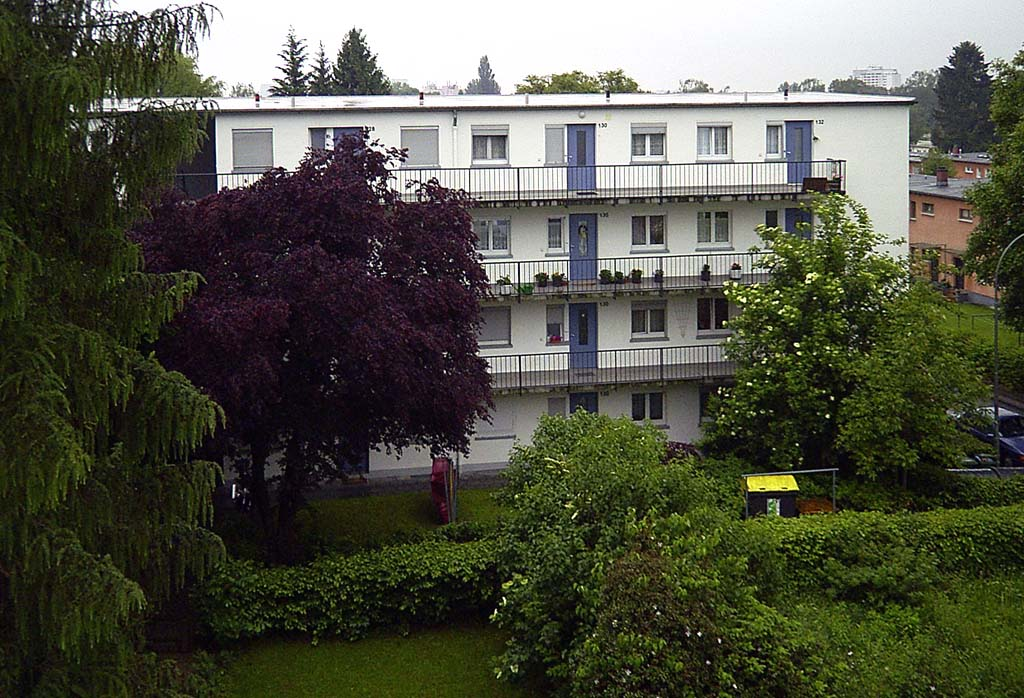
Laubenganghäuser von 1929/30 in der Siedlung Westhausen in Frankfurt am Main
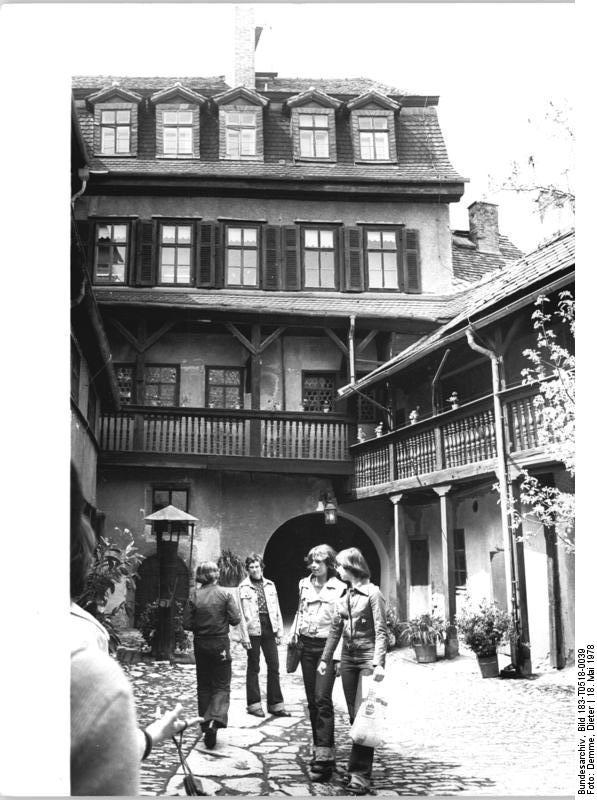
Laubengang am Kirms-Krackow-Haus in Weimar
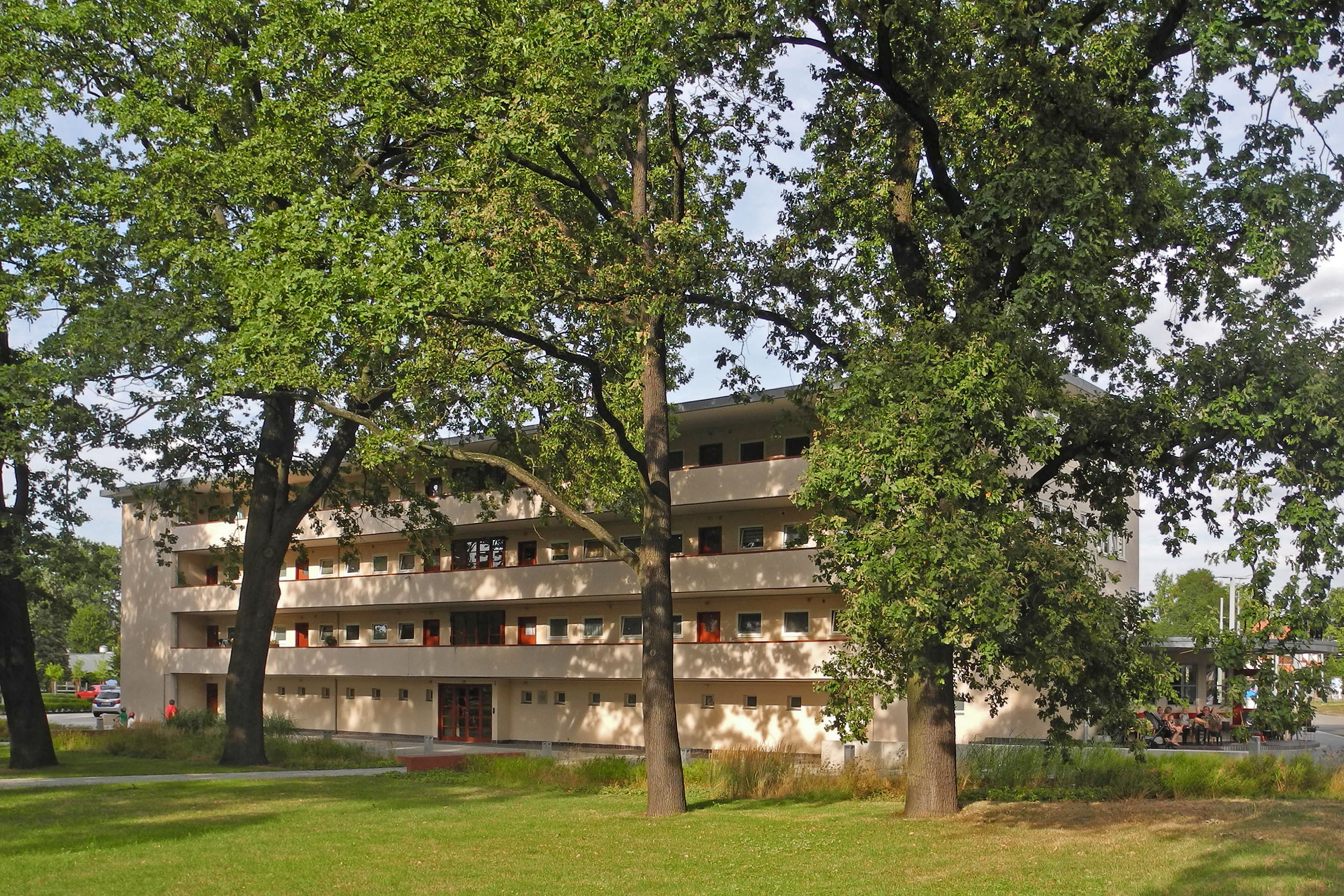
Laubenganghaus in der Werkbundsiedlung in Breslau
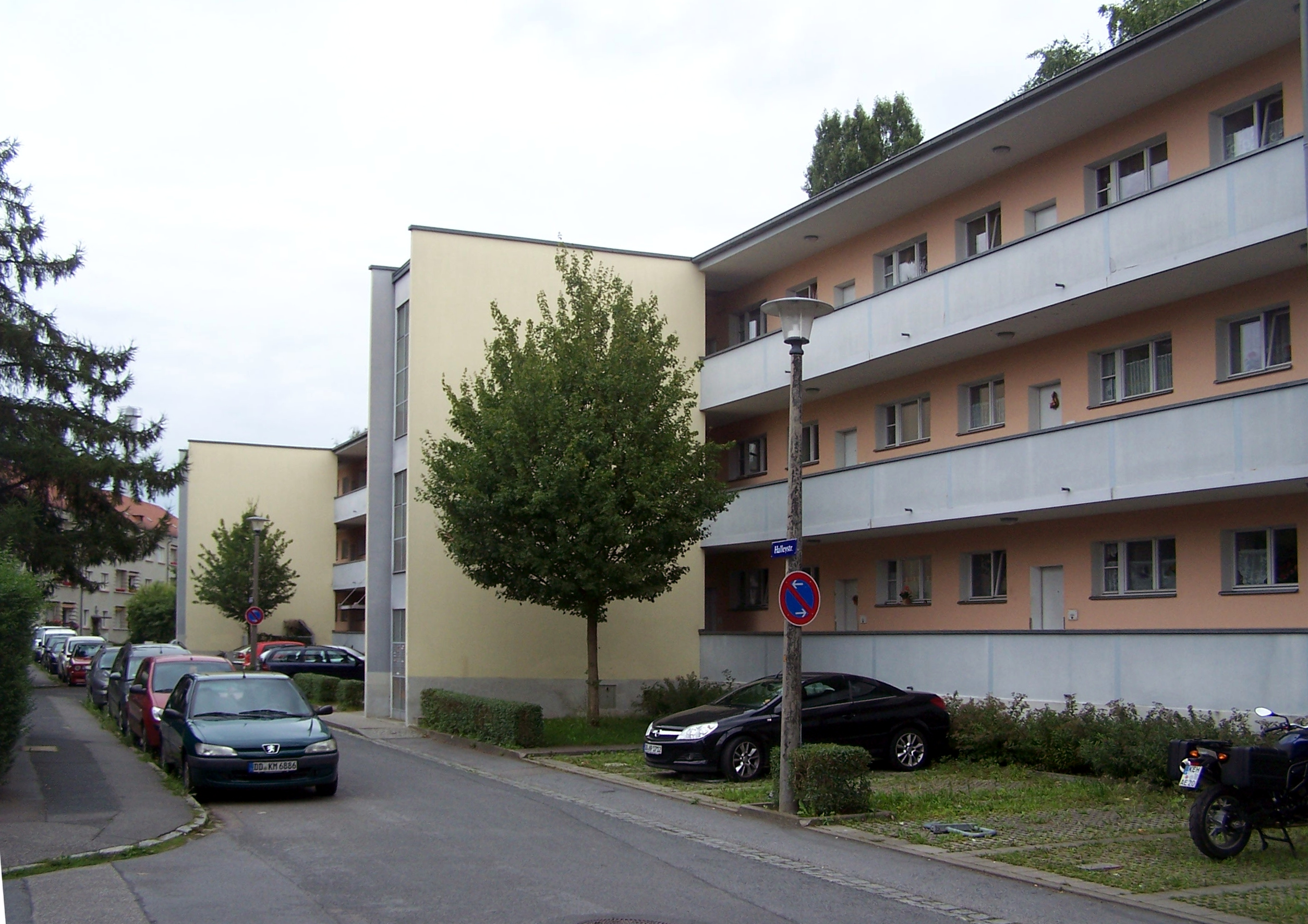
Laubenganghaus in der Großsiedlung Dresden-Trachau
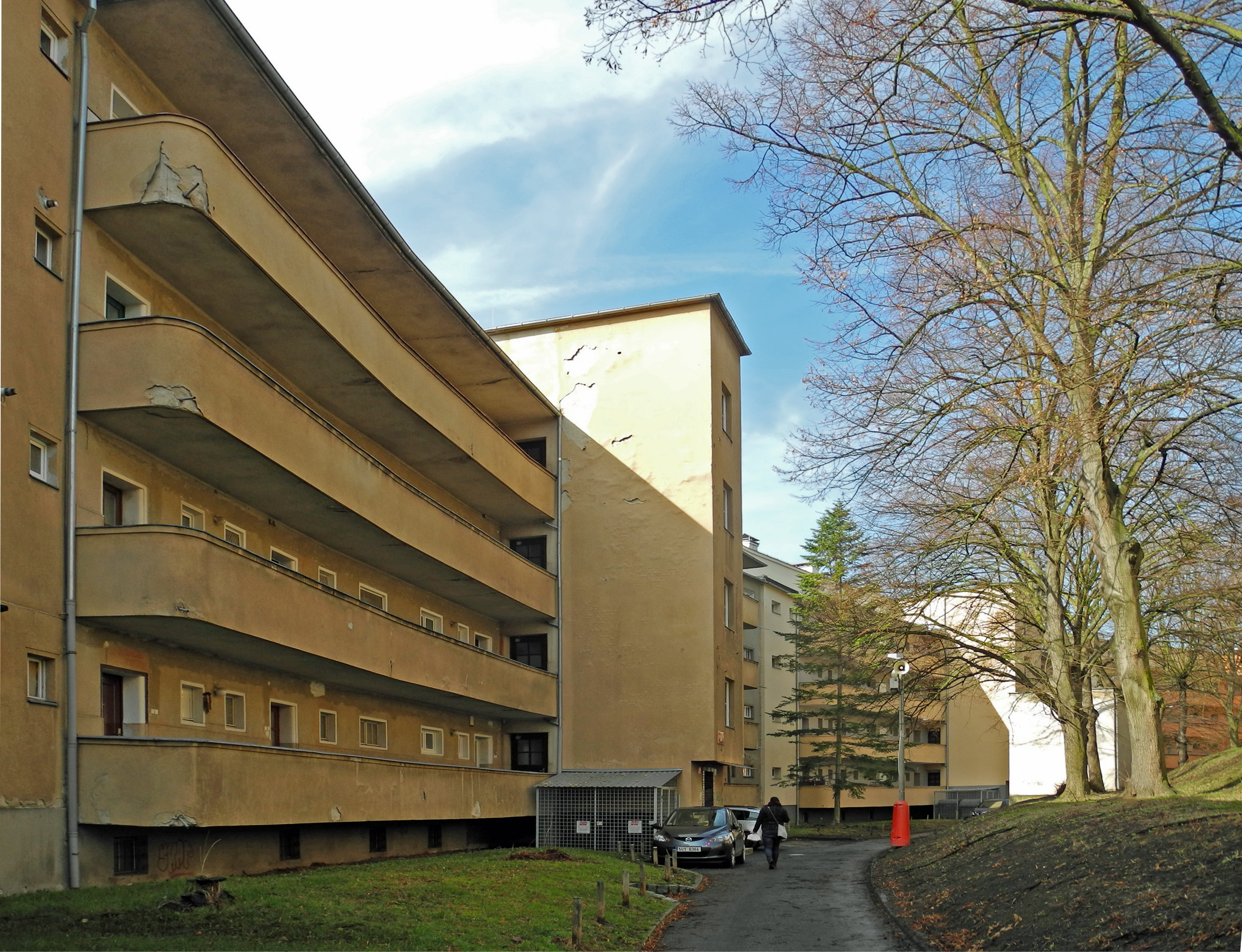
Pawlatschen- oder Laubenganghäuser (S-Häuser) Ústí n. L.-Klíše (Aussig-Kleische)
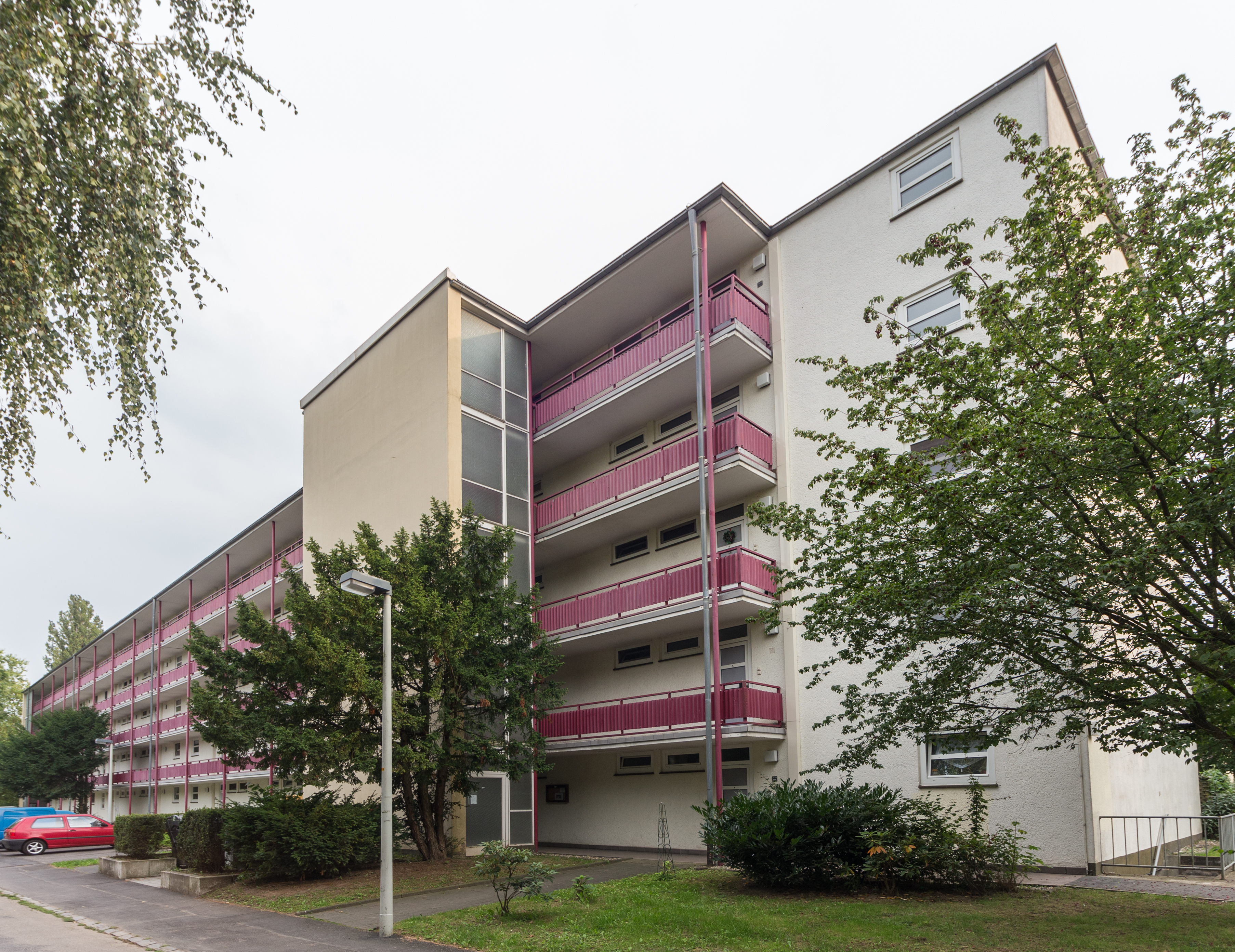
HICOG-Siedlung Tannenbusch, Bonn, 1951

- Beispiele für Pawlatschen

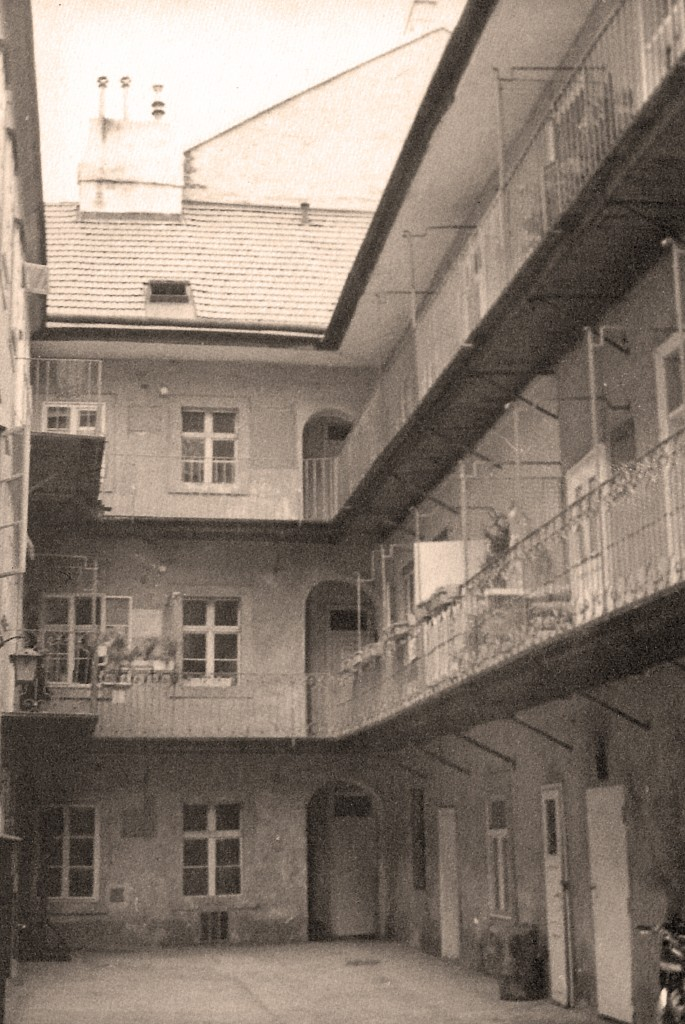
Innenhof mit Pawlatschengängen, Haus Zum Auge Gottes in Wien-Mariahilf
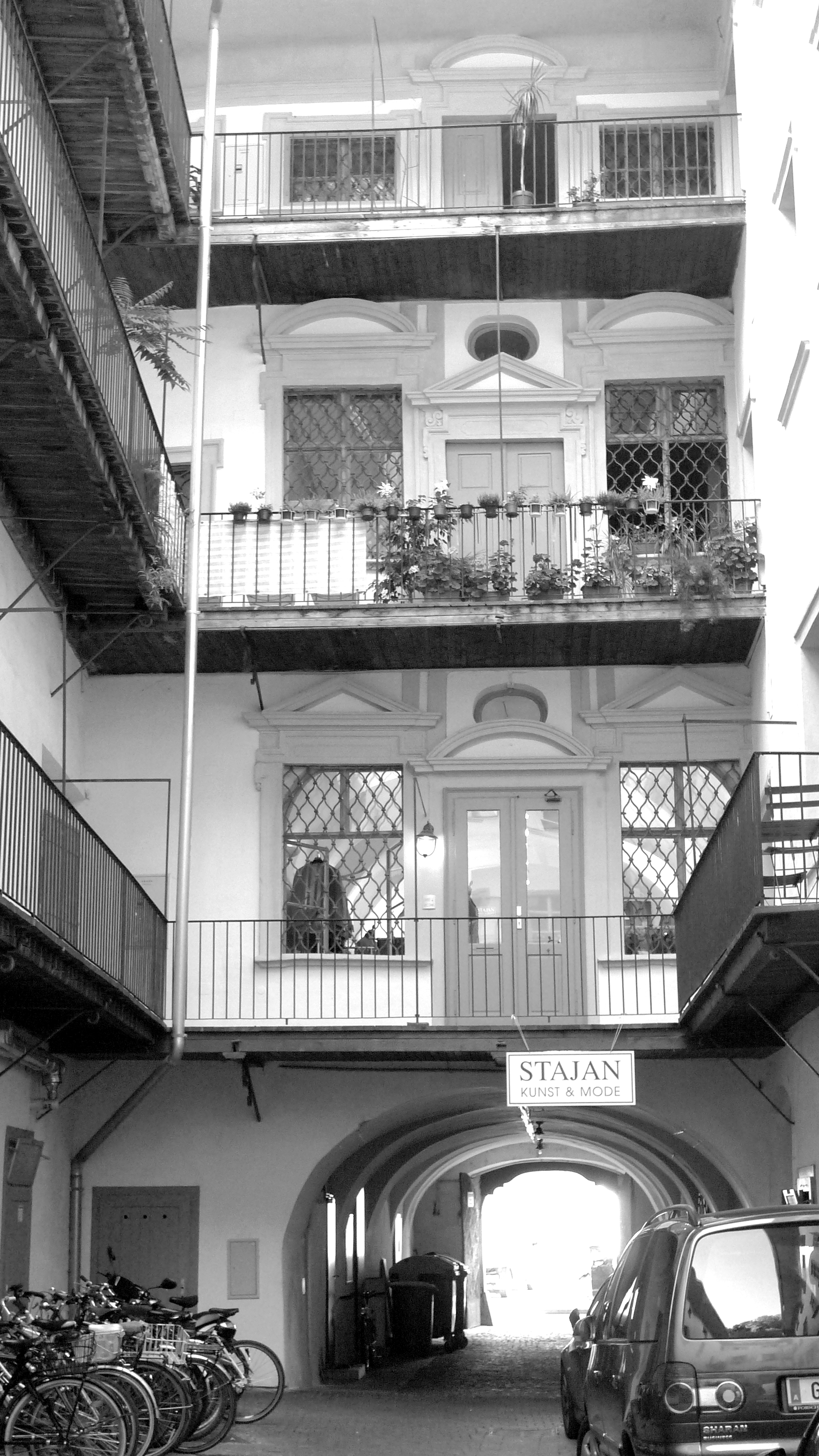
Graz Sackstraße 22, Pawlatschengänge im Innenhof

## Gartenarchitektur

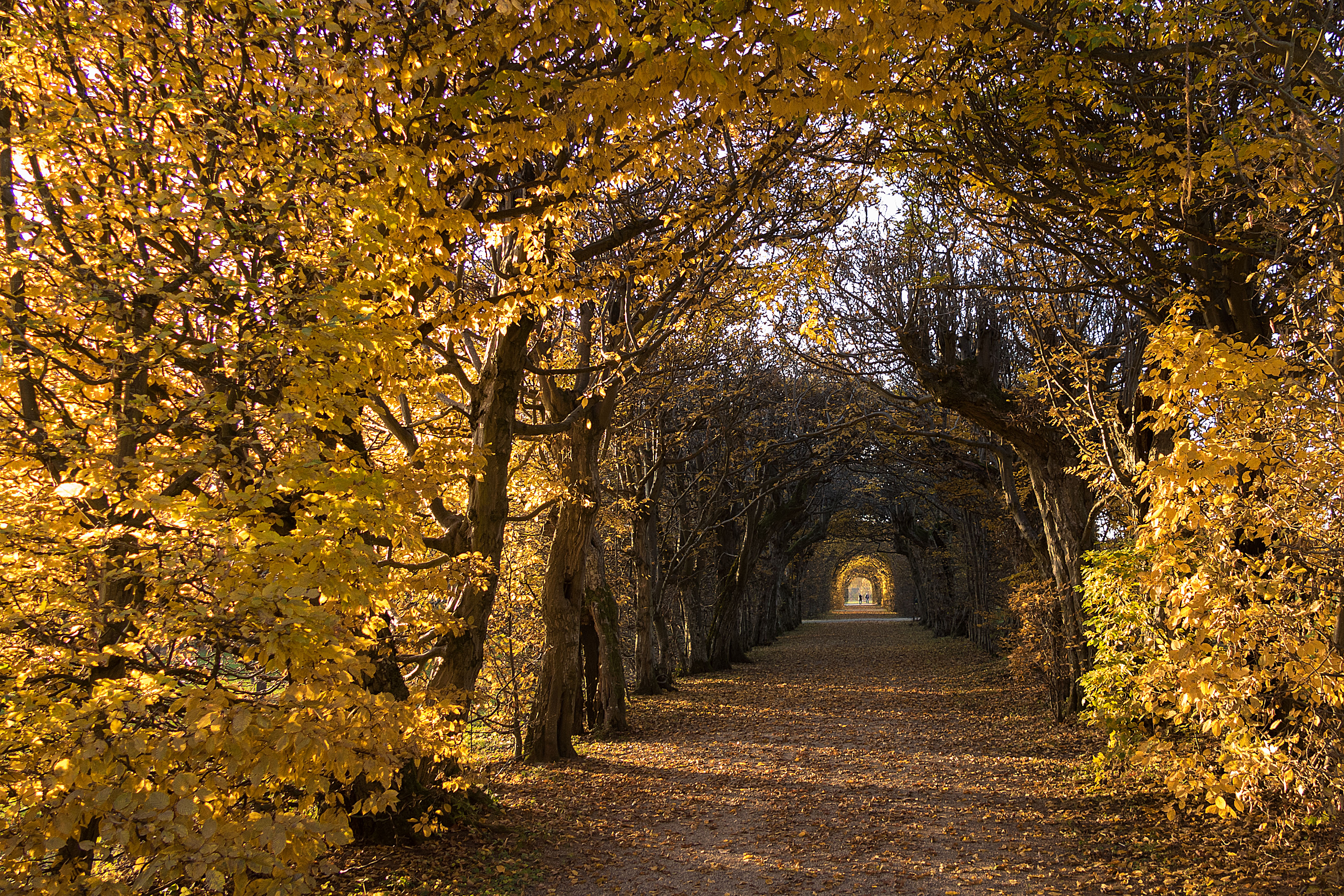
Laubengang im Park von Schloss Seehof

In der Gartenarchitektur wird mit dem Begriff Laubengang oder Treillage ein seitlich begrenzter, vor allem aber durch Pflanzen überdachter Weg beschrieben. Oft umsäumen Buchsbaum- oder Hainbuchenhecken den Weg, über den sich an Bogen aus Holz oder Schmiedeeisen Kletterpflanzen wie Kletterrosen oder Clematis ranken. Treillagen waren ein beliebtes Mittel, in neu angelegten Gärten binnen kurzem auch hohe vegetabile Elemente zu schaffen. Ein prominentes Beispiel für einen solchen Laubengang in der zeitgenössischen Gartenarchitektur befindet sich im Jüdischen Museum Berlin. In der Literatur gilt der gepflanzte Laubengang als ein Inbegriff für Romantik. Eine Pergola (aus dem Italienischen) ist eine Sonderform der Laube bzw. des Laubengangs, mit einer offenen (in der Regel) Holzkonstruktion mit Rankgewächsen auf Pfeilern oder Säulen.